# Rimac Seguros
Rimac Seguros es una aseguradora peruana, propiedad del conglomerado Grupo Breca. Es una empresa componente del índice S&P/BVL Perú General.
En 2024, fue la aseguradora más grande de Perú. con cerca del 28% de las primas según la Superintendencia de Banca y Seguros del Perú.

## Historia
En julio de 1895, se fundó la aseguradora Compañía Internacional de Seguros del Perú, poco después el 26 de septiembre de 1896, se fundó la aseguradora Compañía de Seguros Rímac. Tuvieron una historia separada hasta que el 24 de abril de 1992, ambas aseguradoras se fusionan bajo la denominación de Rímac Internacional Compañía de Seguros y Reaseguros. El 22 de febrero de 2012 el directorio autorizó el cambio de nombre a la denominación actual.
En la década de 2000, la empresa recibió un contrato del Ministerio de Defensa durante la gestión de los ministros Aurelio Loret de Mola y Roberto Chiabra.
En 2013, empezó una época de inversión en el sector salud a través de la empresa asociada: Clínica Internacional.
En 2016, empezó a ofrecer el servicio de aseguramiento para drones.
En 2019, fue incluida en el Índice Dow Jones de sostenibilidad.